# Benegal Narsing Rau
Benegal Narsing Rau (Mangalore, India, 1887-1953). Nació en el seno de una familia de intelectuales indios. Su padre, Benegal Raghavendra Rau era un eminente médico. Estudió en Canara y con una beca fue a estudiar a Trinity College de Cambridge.
En 1909 pasó a la administración pública y fue enviado a Bengala. En 1938 debió preparar un informe a la Comisión de Aguas para resolver una controversia entre los estados de Punjab y Sind. Pensó retirarse del servicio público en 1944, pero fue designado primer ministro del principesco estado de Jammu y Cachemira, donde elaboró planes de desarrollo industrial y defensivo para la región.
Presidente de la delegación india a Naciones Unidas (1948-1949), representante permanente ante la ONU (1949-1952), incluso pasó más tarde a ser nombrado juez de la Corte Internacional de Justicia. En 1950 se desempeñó también como Presidente del Consejo de Seguridad de Naciones Unidas. 
| Predecesor: Kalias Narain Haksar | Primer ministro de Jammu y Cachemira 1944-1945 | Sucesor: Ram Chandra Kak |

- Datos: Q817096
- Multimedia: Benegal Narsing Rau / Q817096